# Sixx – Das Magazin
sixx – Das Magazin ist ein deutsches Boulevardmagazin, es wird auf sixx gesendet.

## Konzept
Von 2010 bis 2012 moderierte Anastasia Zampounidis das Magazin. Nach der Einstellung 2012 und Wiederbelebung des Magazins 2015 ist Alexandra Maurer die Frau vor der Kamera. Gezeigt werden Beträge um Lifestyle, Beauty, Wellness und Service, Sendezeit ist in der Regel dienstags gegen 22:30 Uhr. Die Dauer ist variabel, sie beträgt zwischen 45 und 50 Minuten. Aktuell läuft die Sendung dienstags um 22.15 live direkt nach der Entscheidungsshow von Big Brother.